# Xocavənd (Stadt)
Xocavənd (armenisch Մարտունի Martuni) ist eine Stadt in Aserbaidschan und Hauptstadt des gleichnamigen Rayons. Die Stadt liegt in der ehemaligen Autonomen Oblast Bergkarabach und nach deren Unabhängigkeitserklärung und Unabhängigkeitskrieg Anfang der 1990er Jahre war sie Teil der Republik Arzach. Die Stadt hatte 2011 über 5800 Einwohner. Mit der aserbaidschanischen Offensive im September 2023 kam der Ort wieder unter die Kontrolle Aserbaidschans. In den folgenden Wochen floh fast die gesamte Bevölkerung Bergkarabachs nach Armenien.

## Bevölkerung
| Jahr | Einwohner | Anmerkungen                                                             |
| ---- | --------- | ----------------------------------------------------------------------- |
| 1939 | 1.906     | 1.701 Armenier (89,2 %), 136 Russen (7,1 %), 52 Aserbaidschaner (2,7 %) |
| 1989 | 6.998     | [ 3 ]                                                                   |
| 2005 | 4.878     | [ 4 ]                                                                   |
| 2015 | 5.700     | [ 5 ]                                                                   |

## Geschichte
Das Gebiet um die Stadt Martuni ist mindestens seit der Jungsteinzeit besiedelt. So wurden bei Ausgrabungen Gräber aus dieser Zeit und aus der Bronzezeit gefunden. Im Mittelalter entstanden mehrere Kirchen im Umland, von denen nur noch Ruinen erhalten sind. Aus der gleichen Zeit sind auch Siedlungsreste und Chatschkare erhalten.
In sowjetischer Zeit wurde das damals noch Honaschen genannte Dorf Verwaltungssitz eines gleichnamigen Bezirks im Autonomen Oblast Bergkarabach. 1925 wurde das Dorf zur Stadt erhoben und gleichzeitig in Martuni umbenannt, dem Nom de guerre des armenischen Revolutionärs Alexander Mjasnikow. Die vorherrschende Landwirtschaft wurde in Kolchosen organisiert und konzentrierte sich auf Viehwirtschaft, Getreide- und Weinanbau und Gartenbau.
Im Vorfeld des Bergkarabachkriegs erfolgte hier 1991 der Abschuss eines Mil-Mi-8-Militärhubschraubers. Im Zuge der Auflösung der Autonomen Oblast Bergkarabach durch die aserbaidschanische SSR am 26. November 1991 wurde die Stadt Martuni in Xocavənd umbenannt, einem damals mehrheitlich von Aserbaidschanern bewohnten Vorort der Stadt. Da Martuni am Rand der Region Bergkarabach liegt, wurde sie im 1992 zum Krieg eskalierten Konflikt zur Frontstadt. Monte Melkonian war Kommandant für die Verteidigung der Stadt und ihrer Umgebung. Nach Monte Melkonians Tod in der Schlacht um Agdam 1993 wurde die Stadt nach ihm von den Behörden in Bergkarabach zeitweise in Monteapert (Monteaberd, Մոնթեաբերդ) umbenannt.
In der Republik Arzach war Martuni Hauptstadt der gleichnamigen Provinz. 
Während der CONIFA-Europafußballmeisterschaft 2019 war die Stadt ein Austragungsort für insgesamt 3 Gruppenspiele im Martuni Stadion.
Mit der aserbaidschanischen Offensive im September 2023 kam der Ort wieder unter die Kontrolle Aserbaidschans. In den folgenden Wochen floh fast die gesamte Bevölkerung Bergkarabachs nach Armenien.

## Bauwerke
Zu den Wahrzeichen der Stadt gehört die 2004 fertiggestellte Kirche des Heiligen Nerses des Großen.